# Vasyl Stefanyk
Vasyl Semenovyč Stefanyk (ukrajinskou cyrilicí Василь Семенович Стефаник; 2. květnajul. 14. květnagreg. 1871 Rusiv u Sňatyna, Halič — 7. prosince 1936 tamtéž) byl ukrajinský spisovatel a rakouský spisovatel a politik ukrajinské národnosti z Haliče, na počátku 20. století poslanec Říšské rady.

## Život
Narodil se v rodině bohatého rolníka. Od gymnaziálních studií v Kolomyji a Drohobyči se zapojoval do hnutí radikálního ukrajinského studentstva a polské sociální demokracie. V letech 1892–1898 studoval medicínu na Jagellonské univerzitě v Krakově. Studia ale pro nezájem o obor nedokončil a v roce 1900 univerzitu opustil. Poté se věnoval literární a politické práci. Spolu s Les Martovyčem a Marko Čeremšynou založili tzv. „Pokutskou trojici“ (název podle kraje Pokutí, východní Halič). Všichni tři byli žáky Ivana Jakovyče Franka. Úzce spolupracovali se skupinou polských spisovatelů „Mladé Polsko“ (Młoda Polska). V roce 1897 publikoval první díla v novinách Pracja a v roce 1899 první sbírku skic nazvanou Syňa knyžečka, pak v letech 1900–1905 mu vyšly další tři sbírky.
Na počátku 20. století se zapojil i do celostátní politiky jako člen Ukrajinské radikální strany. V doplňovací volbách do Říšské rady roku 1908, konaných podle všeobecného a rovného volebního práva, získal mandát v Říšské radě (celostátní zákonodárný sbor) za obvod Halič 58. Nahradil poslance Ksenofonta Ochrymovyče, jenž rezignoval. Byl členem poslaneckého Rusínského klubu. Mandát obhájil za týž obvod i v řádných volbách do Říšské rady roku 1911. Usedl do poslaneckého klubu Ukrajinské parlamentní zastoupení. V parlamentu setrval do zániku monarchie v roce 1918. K roku 1911 se profesně uvádí jako spisovatel.
V poválečné, dočasně existující Západoukrajinské republice byl místopředsedou Ukrajinské národní rady.
V období svého působení v Říšské radě se literárně odmlčel. Od roku 1916 až do smrti se opět věnoval převážně literatuře. V roce 1926 vydal sbírku Zemlja, která se řadí k nejvýznamnějším dílům ukrajinské moderny. Jazykově používal vrstvy spisovné řeči i dialektů.

## Dílo
Těžištěm Stefanykova díla jsou mistrovské povídky a novely, které jakoby nezúčastněně popisují hrůzný život na haličském venkově se všemi osobními a rodinnými tragédiemi, bídou, alkoholismem, pogromy a emigrací za oceán.
- Syňa knyžečka 1899 (Modrý průkaz)
- Kaminnyj chrest (Камінний хрест) 1900 (Kamenný kříž)
- Doroha 1901 (Cesta)
- Moje slovo 1905
- Zemlja 1926 (Země)

### česky vyšlo
- Povídky, přeložil: Karel V. Rypáček, Kamilla Neumannová, KDA sv. 7, 1905
- Ona - země, přeložil Rudolf Hůlka, Svoboda, 1945
- Ve vzduchu plovou lesy, výbor povídek, přeložili Marie a Ivan Slavíkovi, Vyšehrad, 1951
- Javorové listí, přeložili Zina a Konstantin Genyk-Berezovští, Vyšehrad, 1978